# Teresin-Gaj
Teresin-Gaj [tɛˈrɛɕin ˈɡai̯] est un village polonais de la gmina de Teresin dans le powiat de Sochaczew et dans la voïvodie de Mazovie.